# Glyptothorax telchitta
Glyptothorax telchitta es una especie de peces de la familia Sisoridae en el orden de los Siluriformes.

## Morfología
• Los machos pueden llegar alcanzar los 10 cm de longitud total.

## Distribución geográfica
Se encuentra en el Pakistán, el India, Bangladés y Nepal, incluyendo el río Ganges.